# Estádio José Alvalade XXI
Le Stade José Alvalade XXI (Estádio José Alvalade XXI en portugais) est un stade de football situé à Lisbonne au Portugal.
Depuis 2003, c'est le domicile du Sporting Clube de Portugal qui évolue en Championnat du Portugal de football. Le stade a une capacité de 50 095 places assises et couvertes. Il répond aux critères de catégorie 4 de l'UEFA, soit le plus haut degré de modernité et de confort pour un stade, et peut donc accueillir des compétitions majeures (finale de Ligue des champions, Coupe du monde, etc.) au niveau mondial.

## Histoire

### Le stade original
Le premier stade de football a été construit dans le centre de Lisbonne, à Campo Pequeno, à l'emplacement actuel des arènes.

### Le successeur
Alvalade XXI est le nom actuel du complexe où se trouve le nouveau Stade José Alvalade XXI, inauguré le 6 août 2003 lors d'un match amical entre le Sporting Clube de Portugal et Manchester United (3-1) durant lequel Cristiano Ronaldo se fit remarquer. Il a accueilli des rencontres de l'Euro 2004, dont le match Portugal-Espagne (1-0). Outre le stade, qui a coûté environ 105 millions € d'euros, le complexe Alvalade XXI (154 millions € d'euros au total) comprend également le centre commercial Alvaláxia, le siège du Sporting CP et divers bâtiments.
En 2005, le stade reçoit la finale de la Coupe UEFA. Le Sporting Portugal joue la finale dans son stade face au CSKA Moscou et perd (1-3).
Ce stade a notamment accueilli des concerts de prestigieux artistes comme : U2, The Cure (ancien stade), Michael Jackson (ancien stade), The Rolling Stones et AC/DC en juin 2009.

## Événements
- Championnat d'Europe de football 2004
- Finale de la Coupe UEFA 2005
- Finale de la Ligue des champions féminine 2025

## Rencontres Rencontres de l'Euro 2004
| Date         | Club      | Score | Club     | Tour            | Affluence |
| ------------ | --------- | ----- | -------- | --------------- | --------- |
| 14 juin 2004 | Suède     | 5 - 0 | Bulgarie | Groupe C        | 31 652    |
| 20 juin 2004 | Espagne   | 0 - 1 | Portugal | Groupe A        | 47 491    |
| 23 juin 2004 | Allemagne | 1 - 2 | Tchéquie | Groupe D        | 46 849    |
| 25 juin 2004 | France    | 0 - 1 | Grèce    | Quart de finale | 45 390    |
| 30 juin 2004 | Portugal  | 2 - 1 | Pays-Bas | Demi-finale     | 46 679    |

## Importantes rencontres de club et finales
| Date         | Club               | Score | Club               | Tour                                           | Affluence |
| ------------ | ------------------ | ----- | ------------------ | ---------------------------------------------- | --------- |
| 18 mai 2005  | Sporting CP        | 1 - 3 | CSKA Moscou        | Finale de la Coupe de l'UEFA 2005              | 47 085    |
| 13 août 2020 | RB Leipzig         | 2 - 1 | Atletico de Madrid | Quart de finale de la Ligue des champions 2020 | 0         |
| 15 août 2020 | Manchester City    | 1 - 3 | Olympique lyonnais | Quart de finale de la Ligue des champions 2020 | 0         |
| 19 août 2020 | Olympique lyonnais | 0 - 3 | Bayern Munich      | Demi-finale de la Ligue des champions 2020     | 0         |
| 24 mai 2025  | Arsenal WFC        | 1 - 0 | FC Barcelone       | Finale de la Ligue des champions féminine 2025 | 38 356    |

## Galerie

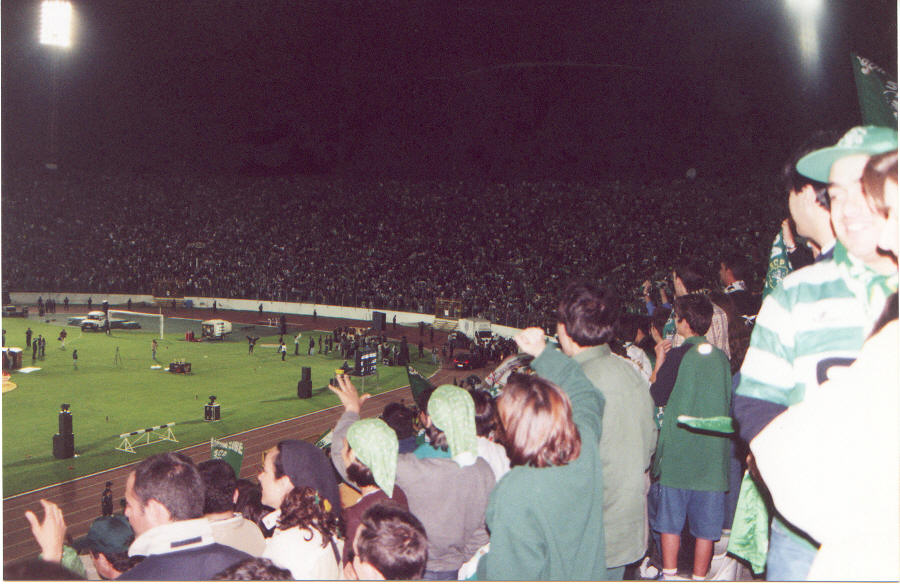
Ancien stade (2000)
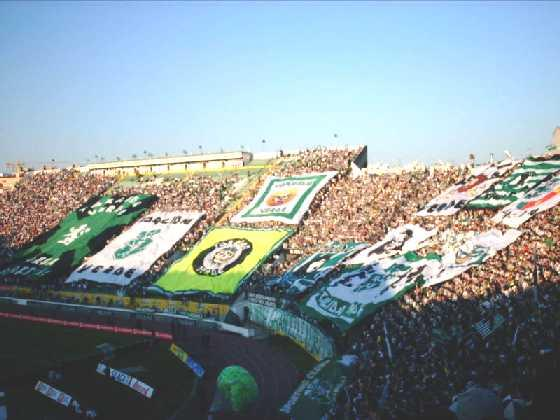
Supporters Sportinguistas
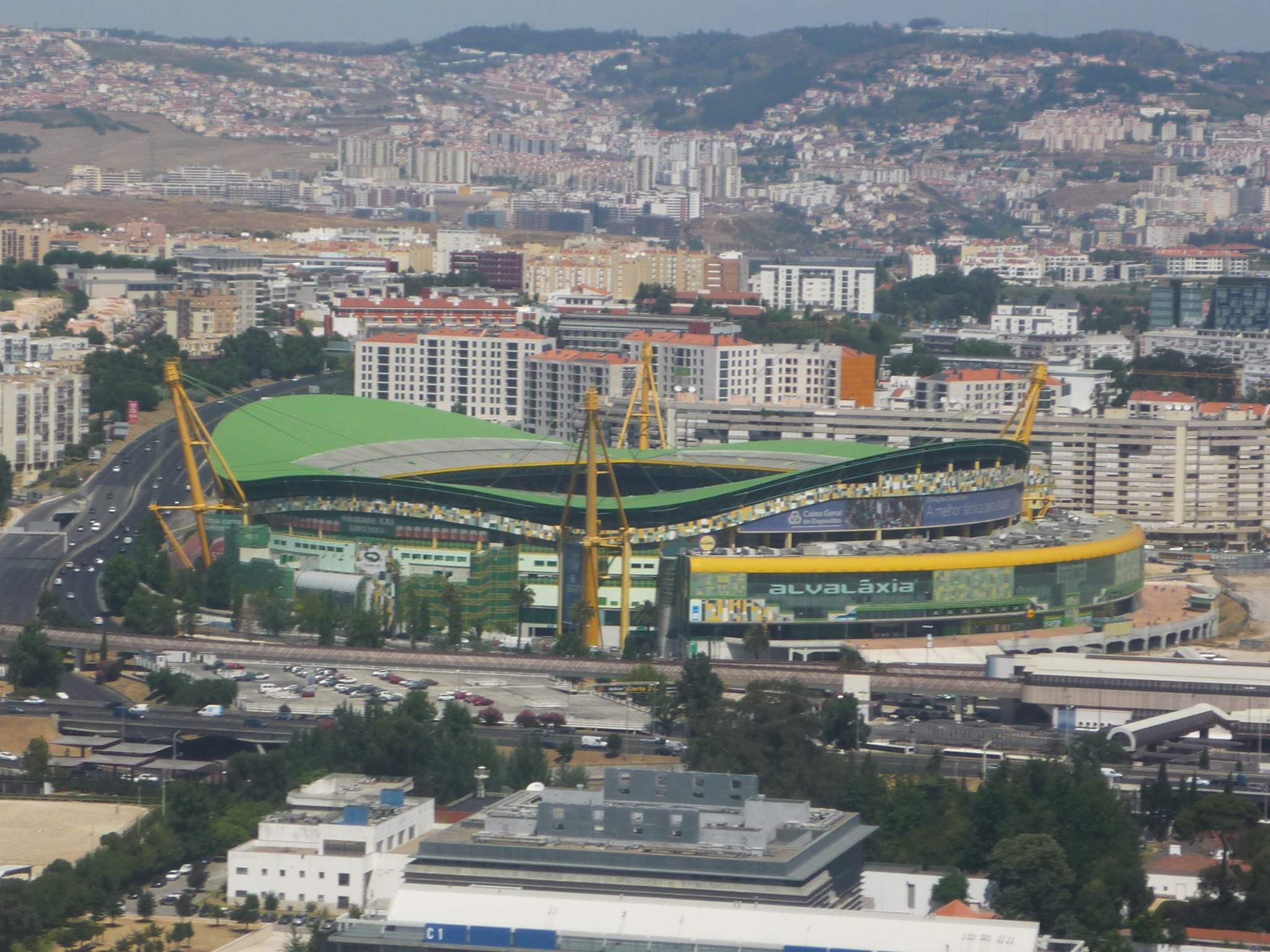
Vu du ciel
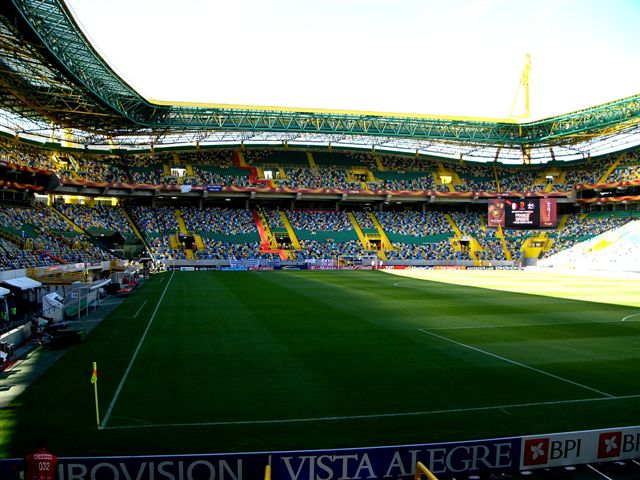
Tribunes
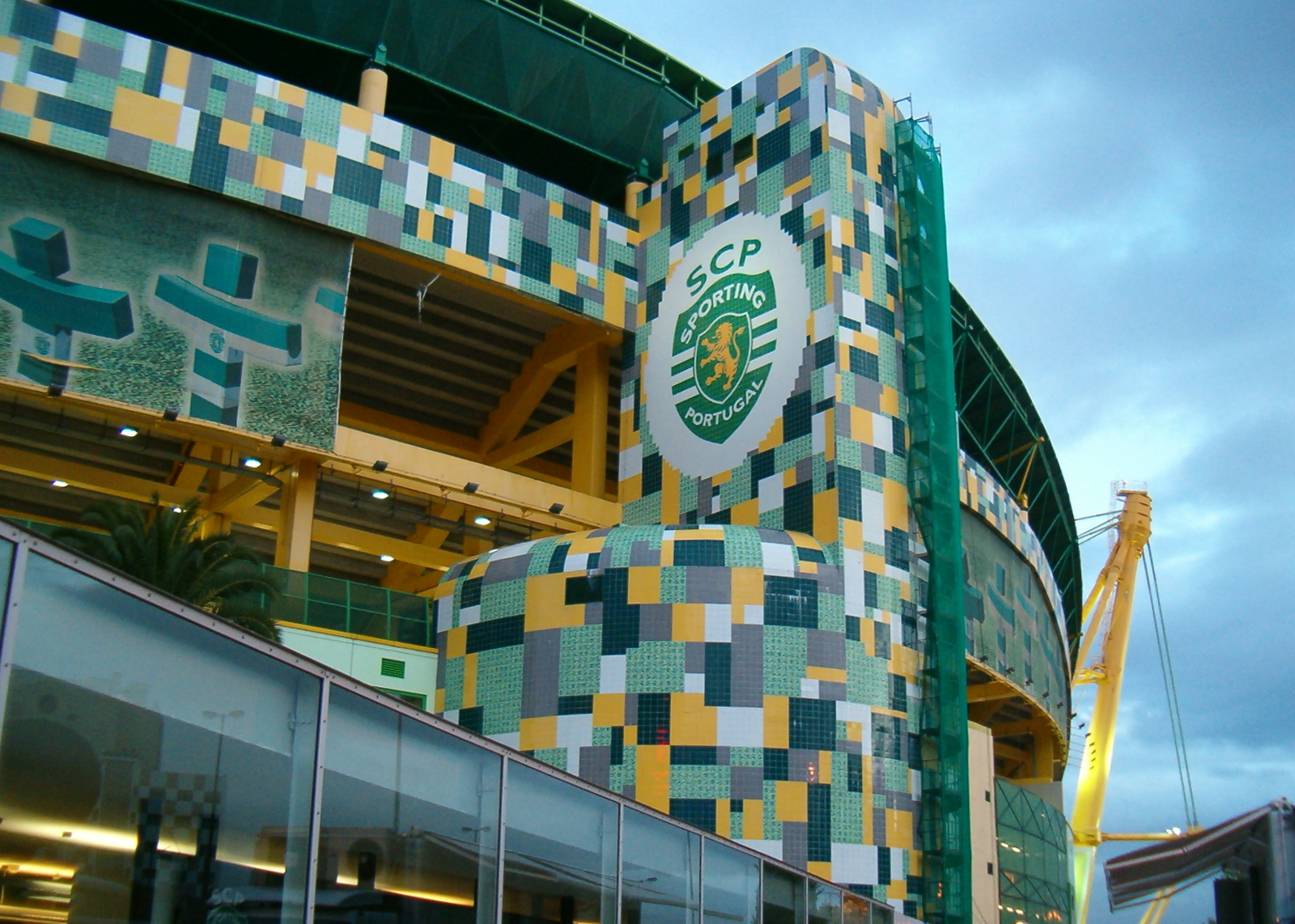
Vue extérieure